# Лудовик Цријевић Туберон
Лудовик Цријевић Туберон (лат. Ludovicus/Aloysius de Cerva/Cervarius, Tubero; Дубровник, 17. октобар 1458 — Дубровник, средина јуна 1527) био је дубровачки историчар и бенедиктинац. Његово најзначајније историографско дело (Коментари), објављено је тек након његове смрти, прво у изводима (1590), а потом и у целини (1603).

## Биографија
Рођен је 17. октобра 1458. године у Дубровнику, од оца Ивана и мајке Фране, рођене Кабожић. Крштено име му је било Алојзије. Припадао је угледном племићком роду Цријевића, тако да је од 1478. гоине био члан дубровачког Великог већа.
Студирао је филозофију, теологију и математику, углавном у Паризу, где је као члан једне хуманистичке академије добио надимак Туберо. У Дубровник се вратио око 1483. године. Потом се верио ради женидбе, али до склапања брака није дошло. Затим је 1484. године постао искушеник у бенедиктинском самостану на дубровачком острву Светог Андрије, где је 1485. године положио и монашки завет.
Одакле је 1502. године прешао у мали бенедиктински самостан Светог Јакова на Вишњици код Дубровника, где је постао опат. Током 1508. године, путовао је у посету Калочкој надбискупији у Угарској. Потом је 1515. године постављен за викара Дубровачке надбискупије, а 1525. године је покушао да издејствује обнављање посебне Стонске бискупије, настојећи да постане стонски бискуп, што се није остварило. Тестамент је саставио 10. маја, а умро је средином јуна 1527. године.

## Радови
Живећи десетинама година потпуно сам у опустелим бенедиктинским кућама посветио се изучавању класичних историчара и прикупљању информација с разних страна о политичким догађајима којима је био савременик. Резултат тог рада настало је опсежно дело под насловом Записи о свом времену (Commentaria temporum suorum) у 11 књига, које обухвата раздобље од смрти Матије Корвина (1490) до смрти папе Лава X (1552).
Главни садржај првих пет књига су борбе настале наком Корвинове смрти међу претендентома за угарски престо. До девете књиге пише о протеривању становништаа Задра, Лике и Истре и пустошења после млетачко-турског рата. Од девете књиге Туберон описује бурне италијанске догађаје око Камбријске лиге (Рат свете лиге) и Турску. У 10. књизи описао је буну Дожа Ђерђа. Последња 11. књига обрађује пад Београда у којој пише „Држим да је за кршћанске интересе губитак тог града мого тежи ударац него некадашње разарање Цариграда“
Уз очигледан напор да буде објективан у тумачењу историје свог времена Цријевић не може да прикрије своје антипатије према Млецима и Немцима. Иако родом Дубровчанин, имао је негативно мишљење о својој родној републици, пребацујући јој трговачки менталитет сродан млетачком.
Због отворене критике којом оцењује врховну црквену власт, неки мисле да он није никада намеравао штампати своје коментаре. Тек 1590. године, у Фиренци је објављен одломак који се односио на историју Турака, под насловом: Коментари о пореклу, обичајима и подвизима Турака (De Turcarum origine, moribus, et rebus gestis commentarius). Потом је 1603. године у Франкфурту објављено и целовито издање Туберонових Коментара, под насловом: . Исто дело је потом доживело још три издања (1627, 1746, 1784).
Касније је 1790. године објављен још један проширени извод, који обухвата првенствено садржаје о историји Дубровника, под насловом О постанку и развоју града Дубровника (De origine et incremento urbis Rhacusanae).
Ватикан је свој суд о Коментарима дао тек 1734. године, када их је ставио на Списак забрањених књига (Index Librorum Prohibitorum).

## Туберонови дукљански извори
Посебну пажњу истраживача, који се баве проучавањем генезе спорног историографског дела познатог под називом Летопис попа Дукљанина, односно Барски родослов, привлачи Туберонов помен извесног списа, који се налазио у његовом поседу, а чијег је непознатог аутора Туберон назвао Дукљанином (лат. Docleatem authorem, qui incolumi adhuc Doclea), нагласивши да је поменути спис стар, али ипак читљив.
Туберон је поменути спис назвао Дукљаниновим аналима (лат. Docleatis authoris annales), чиме је постављена основа за настанак привида о аналистичкој (летописној) природи дела, које у сачуваним верзијама није било написано у облику летописа. Тим поводом, у историографији су изношене различите претпоставке о односу између Тубероновог дукљанског списа, другог сродног списа који је 1500. године пронашао Дмине Папалић и потоњих Орбинијевих и Лучићевих издања Летописа попа Дукљанина.